# Konninsalo
Konninsalo är en ö i Finland. Den ligger i sjön Saimen och i kommunen Puumala i den ekonomiska regionen  S:t Michel och landskapet Södra Savolax, i den södra delen av landet, 210 km nordost om huvudstaden Helsingfors. Öns area är 2,21 kvadratkilometer och dess största längd är 3,4 kilometer i nord-sydlig riktning.